# Bolland & Bolland
Bolland & Bolland is de naam waaronder de broers Rob (17 april 1955) en Ferdi (5 augustus 1956) Bolland samenwerken als muzikanten, zangers, componisten en producers.

## Loopbaan
De broers zijn geboren in Port Elizabeth, Zuid-Afrika en leerden al vroeg gitaar en orgel spelen van hun oudere broer Antonie en begonnen gedrieën een bandje: De Swing Kickers. In 1966 kwamen de broers Bolland naar Den Haag. In 1971 werden de toen 15- en 16-jarige tieners ontdekt en kregen een platencontract aangeboden. Vanwege de wet die kinderarbeid niet toestaat was het echter juridisch onmogelijk het contract te tekenen.  Vanaf 1971 werken ze samen onder de naam Bolland & Bolland. Ze kregen een contract bij een platenmaatschappij en traden in 1972 op in het programma Voor de vuist weg van Willem Duys. Na twee hits te hebben behaald, namen ze deel aan het World Popular Song Festival in Tokio, waar ze de finale bereikten en een prijs kregen voor de compositie.
In 1972 kwam hun eerste lp uit, getiteld Florida. Hiervan werden in datzelfde jaar drie singles uitgebracht die alle de Nederlandse Top 40 en de Daverende 30 bereikten (Summer of '71, Wait for the Sun en Florida). Een samenwerking met producent Hans van Hemert bracht in 1975 hun tweede album, simpelweg Bolland & Bolland genaamd. De broers besloten daarna zelf te gaan produceren, hetgeen in 1978 resulteerde in hun plaat Spaceman. Vanaf dat moment legden ze zich meer toe op het componeren en produceren, dan op het zelf maken van muziek en het optreden. In 1985 hadden zij met het nummer Rock me Amadeus, uitgevoerd door de Weense zanger Falco, een hit. Het nummer bereikte de eerste plaats in zowel de Amerikaanse als Britse lijsten. In het begin van 1986 werd het door hen geschreven en geproduceerde ‘Jeanny’, eveneens door Falco, de hitlijsten ingezongen. Een jaar later produceerden ze de ook door hen geschreven hit In the army now van Status Quo, die in Engeland de tweede plaats haalde. Vanaf 1985 wonnen Bolland & Bolland vijfmaal op rij de Conamus Exportprijs.
Eind jaren 90 speelden de broers in op het succes van boy- en girlbands; ze produceerden B.E.D. met Welles verliefd geweest, WOW! met Keer op keer en O die 3 met Jongens. Alle bandjes haalden de hitparade en tussentijds werkten de broers Bolland samen met Gerard Joling. Ook werd door hen het eerste Europese album van de Israëlische zangeres Dana International geproduceerd: Free. Het album verscheen in juni 1999 in bijna alle Europese landen en de singles Woman in love en Free bereikten de Nederlandse tipparade. Toch bracht het album in Europa niet het succes waarop werd gehoopt. Verrassend genoeg was men in Rusland wel gecharmeerd van het album.
Aan het begin van de 21ste eeuw groeiden de broers uit elkaar. Ze schreven nog wel samen in 2003 in opdracht van Joop van den Ende de muziek voor de musical Drie musketiers. Daarna hebben ze elkaar niet meer gezien of gesproken.
In augustus 2020 maakte Rob bekend dat hij ongeneeslijk ziek is. Na een periode van twintig jaar legden de twee broers hierdoor hun conflict bij.

## Discografie

### Albums
- 1972 - Florida
- 1975 - Bolland & Bolland
- 1981 - The domino theory
- 1984 - Silent partners
- 1987 - Brotherology
- 1990 - Pop art
- 1991 - Dream factory
- 1991 - The Bolland project (Darwin the evolution)
- 1995 - Pure
- 1973 - Greatest hits
- 1974 - The best
- 1996 - Good for gold (Best of 1972-1978)
- 2017 – The Golden Years of Dutch Pop Music

### Singles
- 1972 - Summer of '71
- 1972 - Wait for the sun
- 1972 - Florida
- 1973 - Ooh la la
- 1973 - Leaving tomorrow
- 1973 - I won't go anywhere
- 1974 - Mexico, I can't say goodbye
- 1974 - Train to your heart
- 1974 - Dream girl
- 1975 - You make me feel so high
- 1975 - Holiday
- 1976 - Souvenir
- 1976 - The last apache
- 1977 - Time of your life
- 1978 - Spaceman
- 1978 - UFO (We're not alone)
- 1978 - Hold on
- 1979 - Colorado (Xandra)
- 1979 - Melodrama
- 1980 - The music man
- 1980 - Way back in the sixties
- 1981 - You're in the army now / Let's help A.R.V.I.N. out / The domino theory theme
- 1981 - Super rock stars live
- 1982 - Cambodia moon
- 1982 - Liverpool eyes - Rob Bolland solo
- 1983 - Heaven can wait / You're in the army now (Special New Extended Version) 1984 / Ten American girls / Night of the shooting stars
- 1984 - Imagination / Night of the shooting stars (A&M Records)
- 1984 - Imagination / The boat (F1 Team)
- 1984 - Imagination / Feels so good (Teldec)
- 1985 - The boat / A bordo / Le bateau / Das Boot
- 1985 - The boat (Remix) / All systems go go
- 1987 - Tears of ice / Tears of ice (instrumentaal)
- 1987 - Best love of my life / Rhapsody in rock
- 1988 - And the world turns on (remix)
- 1989 - The wall came tumbling down (remix) / Stormwarning
- 1990 - Charge of the love brigade (clubmix)
- 1991 - The lost boys / Monty - A place in the sun
- 1991 - Broadcast news / Hollywood kids
- 1991 - A man man with a vision dream factory / Summer of '71 (live)
- 1992 - The Bolland Project - Stand up / Is it really true
- 1992 - The Bolland Project - Emma my dear / For a moment in time
- 1992 - The Bolland Project - Hey Charly / For a moment in time
- 1994 - Love somebody now / Let's fly / No more lies
- 1994 - The good die young
- 1995 - A few good men (live- en sing along-versie)
- 1996 - A night with sharon stone / Timemachine
- 1997 - You're in the army now (remix)
- 1998 - The Bolland Project - Tribute to Falco / We say goodbye / So lonely
- 2021 - Can't Cry Hard Enough - Misschien Huil Ik Niet Hard Genoeg

### NPO Radio 2 Top 2000
Van Bolland & Bolland stond alleen You're in the Army Now in 1999 in de NPO Radio 2 Top 2000, op plek 1507.